# Chleby (okres Nymburk)
Chleby jsou obec v okrese Nymburk ve Středočeském kraji. Leží asi pět kilometrů severovýchodně od Nymburka. Obec má 444 obyvatel a její katastrální území, v němž leží obě místní části, měří 959 hektarů.

## Historie
První písemná zmínka o obci nalezneme v historických pramenech v roce 1292.
V obci Chleby (přísl. Draho, 707 obyvatel, katolický kostel, evangelický kostel) byly v roce 1932 evidovány tyto živnosti a obchody: biograf Sokol, cihelna, hospodářské strojní družstvo, 2 hostince, klempíř, kolář, kovář, 3 krejčí, mlýn, 3 obuvníci, pekař, pumpař, 12 rolníků, řezník, 2 obchody se smíšeným zbožím, spořitelní a záložní spolek pro Chleby, švadlena 2 trafiky, truhlář, obchod s uhlím, zámečník.

## Přírodní poměry
Nezastavěné území obce pokrývají převážně pole. Kolem vsi protéká jihozápadní stranou potok Chlebka, regulovaný se svými přítoky do pravoúhle uspořádaných melioračních kanálů. U Draha se do něj zleva vlévá přítok V trubách. V jižní části Chleb se při Chlebce nachází poblíž hřiště rybník zvaný Průlina. Přes obec nevedou žádné značené turistické trasy ani cyklotrasy.

## Obyvatelstvo
| Rok            | 1869 | 1880 | 1890 | 1900 | 1910 | 1921 | 1930 | 1950 | 1961 | 1970 | 1980 | 1991 | 2001 | 2011 | 2021 |
| -------------- | ---- | ---- | ---- | ---- | ---- | ---- | ---- | ---- | ---- | ---- | ---- | ---- | ---- | ---- | ---- |
| Počet obyvatel | 677  | 664  | 716  | 760  | 679  | 707  | 708  | 499  | 503  | 462  | 399  | 326  | 339  | 418  | 449  |
| Počet domů     | 84   | 88   | 91   | 104  | 109  | 115  | 161  | 170  | 153  | 144  | 121  | 145  | 146  | 171  | 181  |

## Obecní správa

### Územněsprávní začlenění
Dějiny územněsprávního začleňování zahrnují období od roku 1850 do současnosti. V chronologickém přehledu je uvedena územně administrativní příslušnost obce v roce, kdy ke změně došlo:
- 1850 země česká, kraj Jičín, politický i soudní okres Nymburk[7]
- 1855 země česká, kraj Mladá Boleslav, soudní okres Nymburk
- 1868 země česká, politický okres Poděbrady, soudní okres Nymburk
- 1936 země česká, politický i soudní okres Nymburk[8]
- 1939 země česká, Oberlandrat Kolín, politický i soudní okres Nymburk[9]
- 1942 země česká, Oberlandrat Hradec Králové, politický i soudní okres Nymburk[10]
- 1945 země česká, správní i soudní okres Nymburk[11]
- 1949 Pražský kraj, okres Nymburk[12]
- 1960 Středočeský kraj, okres Nymburk
- k 1. lednu 1980 Středočeský kraj, okres Nymburk, obec Oskořínek[13]
- k 1. lednu 1992 Středočeský kraj, okres Nymburk[13]
- 2003 Středočeský kraj, okres Nymburk, obec s rozšířenou působností Nymburk

### Části obce
- Draho
- Chleby

### Obecní symboly
Znak a vlajka byly obci uděleny rozhodnutím předsedy Poslanecké sněmovny Parlamentu České republiky dne 26. listopadu 1999.

## Doprava
Dopravní síť

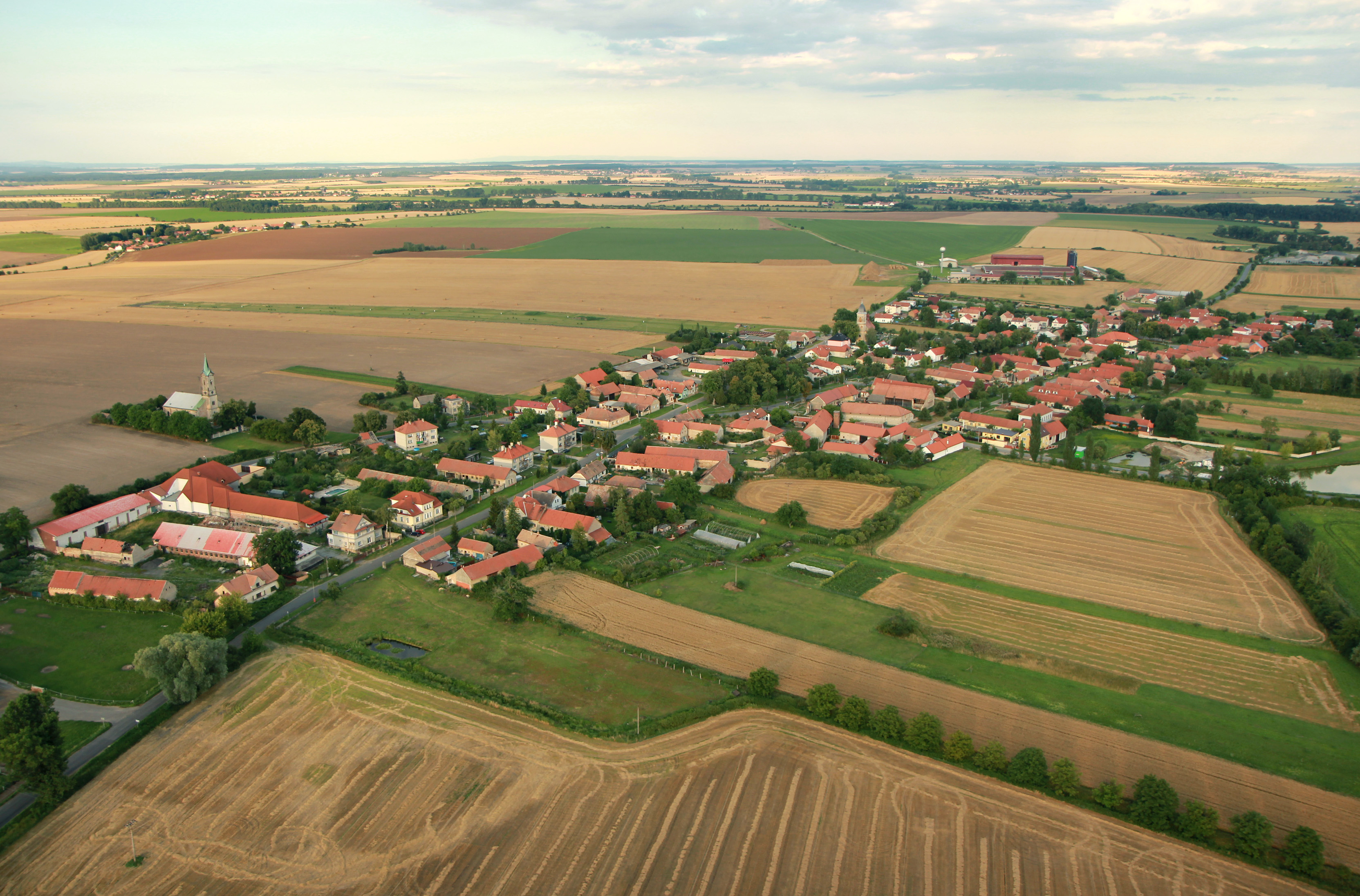
Letecký pohled na Chleby

- Pozemní komunikace – Do obce vede silnice III. třídy. Západovýchodním směrem prochází z Bobnice do Rašovic. Severojižním směrem ji v centru vsi kříží silnice z Budiměřic do Oskořínku, která prochází i přes druhou část obce, vesničku Draho. Ve vzdálenosti 2,5 kilometru vede silnice II/330 Činěves - Nymburk - Sadská - Český Brod, na kterou se lze připojit v Rašovicích nebo Budiměřicích.

- Železnice – Železniční trať ani stanice na území obce nejsou. Nejbližší železniční zastávkou je Oskořínek ve vzdálenosti dva kilometry ležící na trati 061 vedoucí z Nymburka do Jičína.

Veřejná doprava 2025
- Autobusová doprava – Obsluhu obce zajišťuje autobusová linka 673 v trase Nymburk, hl. nádr. – Budiměřice – Chleby, Draho – Chleby – Oskořínek – Hrubý Jeseník, U Parku – Křinec, Sovenice – Křinec, škola

## Zajímavá místa a lidé

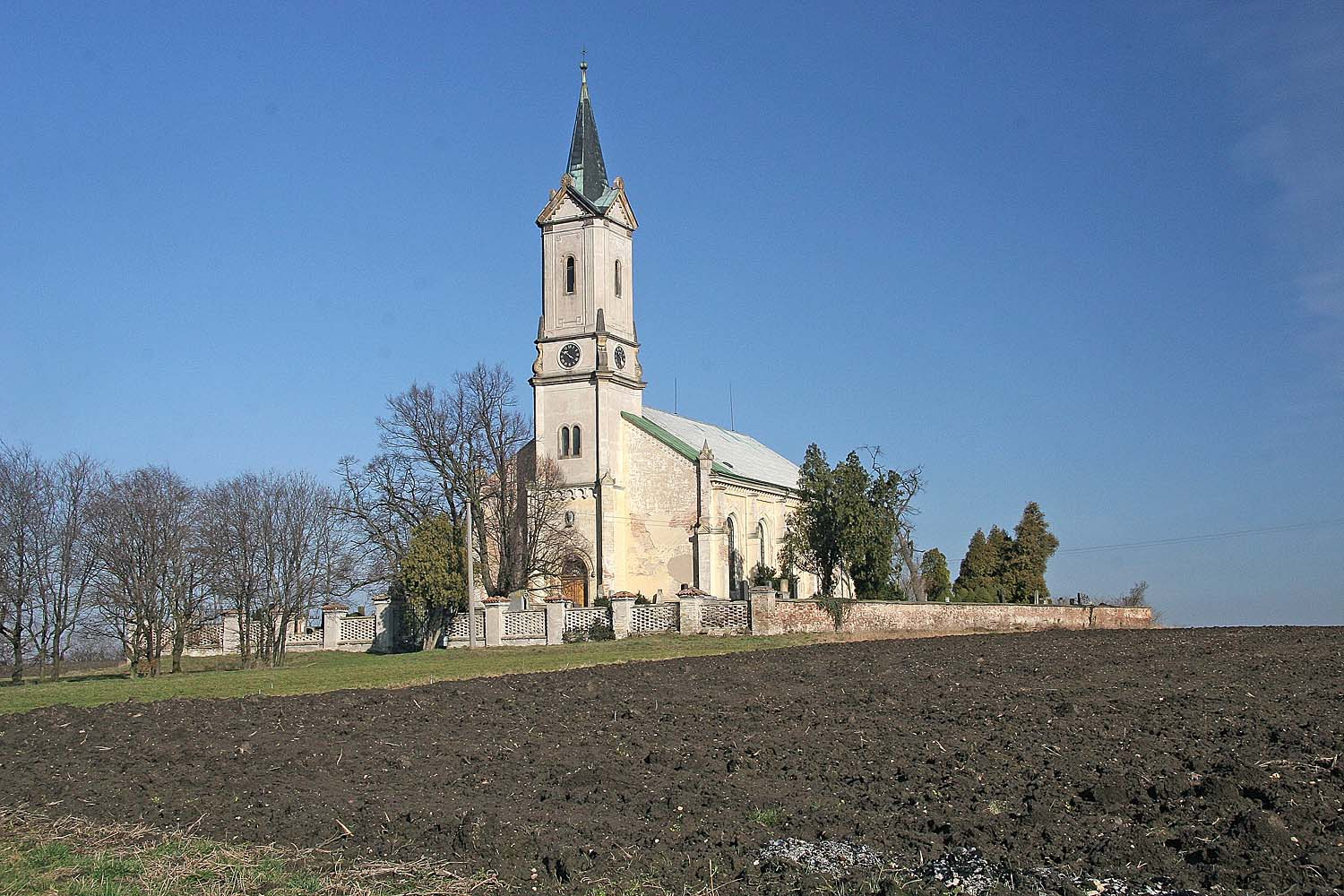
Evangelický kostel v obci Chleby

Katolický kostel Panny Marie a svatého Vavřince je pozdně barokní kostel, stojící v těsné blízkosti zoologické zahrady při ulici, která vede severním okrajem vsi k průmyslovému areálu v její východní části. Byl postaven v letech 1780–1782, ale věž byla přistavěna až dodatečně v letech 1855–1856 a později v roce 1889 byla ještě zvýšena. Kostel je jednolodní a má pravoúhlý presbytář. Věž má hranolový tvar a stojí na západním průčelí kostela.
Evangelický kostel stojí v severozápadní části vsi při silnici na Oskořínek. Chlebský sbor byl znovuvzkříšen roku 1783, tedy dvě léta po tolerančním patentu. Jeho prvním duchovním správcem se stal Jan Lima Turoczy, za něhož byl vystavěn chrám Páně roku 1786. Od tolerance se tu vystřídalo mnoho farářů, z nichž první příchozí byli v zemi cizí, kteří se sem dostali z Uher, po vyhlášení tolerančního patentu. Jan Kazay, farář v letech 1803–1818, je pohřben podle vlastního přání ve středu pod chrámovou věží. Kostel byl do dnešní novorománské podoby přestavěn v letech 1885–1888. Věž kostela je zdobena ještě po kalvínském (reformovaném) způsobu hvězdou.
V Chlebích se nachází na území bývalé katolické farní zahrady soukromá Zoologická zahrada Chleby – nejmenší zoo v Česku, založené roku 1997, licenci zoo dostalo v roce 2004. Chová cizokrajná i domácí zvířata. Klade důraz na co nejbližší kontakt návštěvníků, zejména dětí, se zvířaty. Je vyzdobeno nejrůznějšími zajímavostmi, například různými starými cedulemi, netradiční je i aranžmá pavilonů.
Jihovýchodně od vesnice se nachází motokrosová dráha Chleby.
S obcí Chleby je spojeno mnoho velikánů českého národa. Na chlebské českobratrské faře bývala svého času za faráře Štěpána z Tardy (1837–1854) častým hostem Božena Němcová, když navštěvovala rodinu Horušických v nedalekém Vestci. Ale i jméno Jana Nerudy se spíná s chlebskou farou, kde navštěvoval místního faráře Jana Janatu, o kterém mimo jiné píše ve svých fejetonech Posvícení v Bobnicích. O evangelickém faráři Janu Janatovi (1854–1905) se také zmiňuje Alois Jirásek v díle Z mých pamětí. Janata, neústupný a nebojácný, vedl tuhý boj o evangelické školy v okolí Chleb. Jeho výbojnost pociťoval sám evangelický farář v Hořátvi, Kocián, od tamějšího školního inspektora, že ujalo se rčení: "Nad Chleby se blýská, v Hořátvi hrom bije". Na evangelickém hřbitově, hned u brány, je pomník chlebského rodáka a legionáře Václava Otty, který padl roku 1917 na rozvědce v Haliči. Byl pohřben na hřbitůvku v Rožmitůvce. V roce 1926 byly jeho ostatky převezeny do vlasti a uloženy na evangelické hřbitově. 26. června 1927 byla na jeho rodném domě odhalena pamětní deska. V knížce Lví srdce a v básni „Lev“ vzpomíná jeho smrti spisovatel a legionář Rudolf Medek. Dalším významným občanem obce Chleby byl československý politik a meziválečný poslanec Národního shromáždění Oldřich Hrdina. V roce 1925 získal mandát v Národním shromáždění za Republikánskou stranu zemědělského a malorolnického lidu.
Část Slavností sněženek Bohumila Hrabala se též odehrává ve Chlebích.
Ve Chlebích č.p. 49 zemřel 6. července 1982 evangelický farář a plzeňský novinář píšící pod pseudonymem Daniel Hodan Břetislav Hladký.